# Hadidi
Hadidi – wieś w Syrii, w muhafazie Aleppo. W 2004 roku liczyła 902 mieszkańców.